# António José Rafael
António José Rafael (Paradinha, Moimenta da Beira, 11 de novembro de 1925 – Bragança, 29 de julho de 2018) foi um bispo português, à data da sua morte Bispo-emérito de Bragança-Miranda.
Foi ordenado Presbítero em 22 de agosto de 1948 e ordenado bispo a 13 de fevereiro de 1977.
Foi bispo de Bragança-Miranda entre 1 de março de 1979 e 14 de outubro de 2001.
D. António José Rafael morreu a 29 de julho de 2018, aos 92 anos de idade, em Bragança.